# Plectranthus igniarius
Plectranthus igniarius là một loài thực vật có hoa trong họ Hoa môi. Loài này được (Schweinf.) Agnew miêu tả khoa học đầu tiên năm 1974.